# Jennifer Jones (actrice)
Jennifer Jones, artiestennaam van Phylis Lee Isley, (Tulsa (Oklahoma), 2 maart 1919 - Malibu (Californië), 17 december 2009) was een Amerikaans actrice. Haar filmcarrière situeerde zich voornamelijk in de jaren veertig en vijftig.

## Leven en werk
Onder haar naam Phyllis Isley debuteerde ze in 1939 in New Frontier, een John Wayne western. De invloedrijke, onafhankelijke filmproducent David O. Selznick merkte haar op tijdens een auditie in zijn kantoor in New York. Ze werd spoedig zijn minnares. Gedurende twintig jaar koos Selznick afwisselende rollen voor haar. Grote roem verwierf Jones met haar Oscarwinnende rol als Bernadette Soubirous in de religieuze biopic The Song of Bernadette (Henry King, 1943). Selznick bracht haar in contact met befaamde cineasten zoals Ernst Lubitsch, John Cromwell en Vincente Minnelli. Met sommigen van hen zoals John Huston, Henry King en William Dieterle werkte ze meerdere keren samen. Het was een succesvolle periode, waarin ze met vier Oscarnominaties werd bedacht.
Vanaf de jaren zestig en vooral vanaf het overlijden van Selznick in 1965, was ze nog amper te zien op het grote scherm. Vermeldenswaardig was enkel het superbe melodrama Tender Is the Night (1962), veteraan Henry Kings weelderige, melancholische verfilming van de gelijknamige roman van Francis Scott Fitzgerald.
In 1974 sloot ze haar filmloopbaan af met de rampenfilm The Towering Inferno, regie John Guillermin. Deze vertolking leverde haar een laatste nominatie op, ditmaal voor de Golden Globe als beste vrouwelijke bijrol.
Jones was drie keer gehuwd. In 1939 trouwde ze met acteur Robert Walker die ze had leren kennen op de American Academy of Dramatic Arts (AADA). Zij kregen twee zonen die beiden acteur werden. Wat later ontmoette ze filmproducent David O. Selznick en begon ze een relatie met hem. Ze verliet Walker in 1943 en scheidde twee jaar later van hem. In 1949 traden Jones en Selznick in het huwelijk. Met hem kreeg ze een dochter. Het koppel bleef bij elkaar tot aan het overlijden van Selznick in 1965. Daarna was ze gehuwd met grootindustrieel en filantroop Norton Simon tussen 1971 en 1993, het jaar dat Simon stierf.
Jones overleed in 2009 op 90-jarige leeftijd in Malibu (Californië).

## Prijzen en nominaties

### Prijzen

#### Oscar voor beste actrice
- 1944: The Song of Bernadette

#### Golden Globevoor drama-actrice
- 1944: The Song of Bernadette

### Nominaties

#### Oscar voor beste actrice
- 1946: Love Letters
- 1947: Duel in the Sun
- 1956: Love Is a Many-Splendored Thing

#### Oscar voor beste vrouwelijke bijrol
- 1945: Since You Went Away

#### Golden Globevoor beste vrouwelijke bijrol
- 1975: The Towering Inferno

- Bibsys: 11074840
- Biblioteca Nacional de España: XX1064777
- Bibliothèque nationale de France: cb13497790j (data)
- Catàleg d'autoritats de noms i títols de Catalunya: 981058515536306706
- Gemeinsame Normdatei: 119400022
- International Standard Name Identifier: 0000 0001 2145 2274
- Library of Congress Control Number: n79058183
- Nationale Bibliotheek van Tsjechië: xx0181065
- Nationale Bibliotheek van Israël: 987007411006705171
- Nederlandse Thesaurus van Auteursnamen: 073362514
- Istituto Centrale per il Catalogo Unico: UBOV484918
- SNAC: w6jx1j94
- Système universitaire de documentation: 063765926
- Virtual International Authority File: 100232942
- WorldCat: E39PBJkxQCwfRtvT8vRcr7BByd